# Coín
Coín é um município da Espanha na província de Málaga, comunidade autónoma da Andaluzia, de área 127 km² com população de 20870 habitantes (2004) e densidade populacional de 151,39 hab/km².

## Demografia
| Variação demográfica do município entre 1991 e 2004 | Variação demográfica do município entre 1991 e 2004 | Variação demográfica do município entre 1991 e 2004 | Variação demográfica do município entre 1991 e 2004 |
| --------------------------------------------------- | --------------------------------------------------- | --------------------------------------------------- | --------------------------------------------------- |
| 1991                                                | 1996                                                | 2001                                                | 2004                                                |
| 14855                                               | 17572                                               | 17388                                               | 19295                                               |